# Пайн-Блаффс
Пайн-Блаффс (англ. Pine Bluffs) — місто (англ. town) в США, в окрузі Ларамі штату Вайомінг. Населення — 1172 особи (2020).

## Географія
Пайн-Блаффс розташований за координатами 41°10′49″ пн. ш. 104°4′9″ зх. д. / 41.18028° пн. ш. 104.06917° зх. д. (41.180296, -104.069190).  За даними Бюро перепису населення США в 2010 році місто мало площу 8,35 км², уся площа — суходіл.

### Клімат
| Клімат : Пайн-Блаффс    | Клімат : Пайн-Блаффс | Клімат : Пайн-Блаффс | Клімат : Пайн-Блаффс | Клімат : Пайн-Блаффс | Клімат : Пайн-Блаффс | Клімат : Пайн-Блаффс | Клімат : Пайн-Блаффс | Клімат : Пайн-Блаффс | Клімат : Пайн-Блаффс | Клімат : Пайн-Блаффс | Клімат : Пайн-Блаффс | Клімат : Пайн-Блаффс | Клімат : Пайн-Блаффс |
| Показник                | Січ.                 | Лют.                 | Бер.                 | Квіт.                | Трав.                | Черв.                | Лип.                 | Серп.                | Вер.                 | Жовт.                | Лист.                | Груд.                | Рік                  |
| Абсолютний максимум, °C | 21,1                 | 23,9                 | 29,4                 | 30,0                 | 36,1                 | 40,6                 | 42,8                 | 40,0                 | 38,3                 | 32,8                 | 25,6                 | 23,3                 | 42,8                 |
| Середній максимум, °C   | 3,9                  | 6,1                  | 9,4                  | 14,4                 | 20,0                 | 26,7                 | 30,6                 | 29,4                 | 23,9                 | 17,2                 | 8,9                  | 4,4                  | 16,3                 |
| Середній мінімум, °C    | −11,1                | −8,9                 | −5                   | −1,1                 | 4,4                  | 9,4                  | 12,2                 | 11,7                 | 6,1                  | 0,0                  | −6,7                 | −10,6                | 0,1                  |
| Абсолютний мінімум, °C  | −36,7                | −35                  | −29,4                | −19,4                | −7,8                 | −3,3                 | 0,0                  | 1,1                  | −14,4                | −20                  | −27,2                | −38,9                | −38,9                |
| Норма опадів, мм        | 11                   | 7                    | 28                   | 40                   | 62                   | 57                   | 64                   | 52                   | 33                   | 17                   | 14                   | 10                   | 396                  |
| ----------------------- | -------------------- | -------------------- | -------------------- | -------------------- | -------------------- | -------------------- | -------------------- | -------------------- | -------------------- | -------------------- | -------------------- | -------------------- | -------------------- |
| Джерело: Weather.com    |                      |                      |                      |                      |                      |                      |                      |                      |                      |                      |                      |                      |                      |

## Демографія
Згідно з переписом 2010 року, у місті мешкало 1129 осіб у 476 домогосподарствах у складі 314 родин. Густота населення становила 135 осіб/км².  Було 532 помешкання (64/км²).
Расовий склад населення:
| - 94,2 % — білих - 0,9 % — корінних американців - 0,4 % — азіатів - 0,2 % — чорних або афроамериканців - 2,3 % — осіб інших рас |

До двох чи більше рас належало 2,0 %. Частка іспаномовних становила 11,1 % від усіх жителів.
За віковим діапазоном населення розподілялося таким чином: 25,2 % — особи молодші 18 років, 56,6 % — особи у віці 18—64 років, 18,2 % — особи у віці 65 років та старші. Медіана віку мешканця становила 42,6 року. На 100 осіб жіночої статі у місті припадало 104,2 чоловіків;  на 100 жінок у віці від 18 років та старших — 96,7 чоловіків також старших 18 років.
Середній дохід на одне домашнє господарство  становив 58 580 доларів США (медіана — 54 200), а середній дохід на одну сім'ю — 72 561 долар (медіана — 69 107). Медіана доходів становила 52 969 доларів для чоловіків та 30 000 доларів для жінок. За межею бідності перебувало 4,6 % осіб, у тому числі 0,0 % дітей у віці до 18 років та 3,8 % осіб у віці 65 років та старших.
Цивільне працевлаштоване населення становило 473 особи. Основні галузі зайнятості: освіта, охорона здоров'я та соціальна допомога — 26,0 %, роздрібна торгівля — 17,3 %, транспорт — 16,3 %.
За даними перепису 2000 року,
на території муніципалітету мешкало 1153 людей, було 482 садиб та 332 сімей.
Густота населення становила 137,8 осіб/км². Було 517 житлових будинків.
З 482 садиб у 30,1% проживали діти до 18 років, подружніх пар, що мешкали разом, було 55,2 %,
садиб, у яких господиня не мала чоловіка — 9,8 %, садиб без сім'ї — 31,1 %.
Власники 28,2 % садиб мали вік, що перевищував 65 років, а в 14,9 % садиб принаймні одна людина була старшою за 65 років.
Кількість людей у середньому на садибу становила 2,38, а в середньому на родину 2,90.
Середній річний дохід на садибу становив 33 152 доларів США, а на родину — 40 417 доларів США.
Чоловіки мали дохід 30 078 доларів, жінки — 20 500 доларів.
Дохід на душу населення був 15 525 доларів.
Приблизно 7,3 % родин та 10,1 % населення жили за межею бідності.
Серед них осіб до 18 років було 15,2 %, і понад 65 років — 8,3 %.
Середній вік населення становив 41 років.